# Halide Edib Adıvar

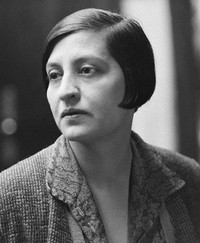
Halide Edib Adıvar

Halide Edib Adıvar (osmanisch خالده ادیب İA Ḫālide Edīb, auch türkisch Halide Onbaşı; * 1884 in Istanbul; † 9. Januar 1964 ebenda) war eine türkische Dichterin, Revolutionärin, Offizierin, Professorin, Parlamentarierin und eine der bedeutendsten türkischen Schriftstellerinnen des 20. Jahrhunderts. Als Halide Onbaşı (Korporal Halide) ist sie zudem die Symbolfigur für alle Frauen, die am Türkischen Befreiungskrieg beteiligt waren.

## Leben

### Frühe Jahre

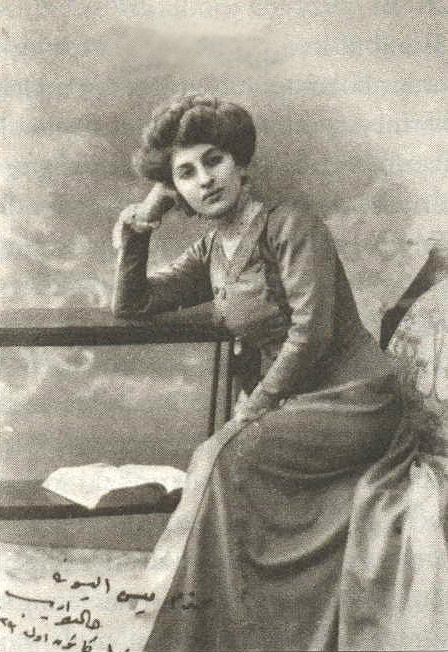
In jungen Jahren

Halide Edib stammte aus einer angesehenen Istanbuler Familie aus Beşiktaş, die zum Umfeld des Hofes des Sultans gehörte. Ihr Vater Edib Bey war Erster Sekretär der kaiserlichen Privatschatulle. Edibs früh gestorbene Mutter war Tochter des Ali Ağa, der seinerzeit Chef der Kaffeemacher (Ḳahveci Başı / قهوه جی باشی) im Palast von Prinz Reşad war. Erzogen wurde sie vorwiegend von ihrer Großmutter und ihrer Halbschwester Mahmure. Die Dienstmädchen führten sie in die traditionelle Lebensweise einer muslimischen und türkischen Frau ein und vermittelten ihr Heldengeschichten der Volksliteratur. Von einem Imam lernte sie Lesen und Schreiben und das Rezitieren des Koran. Ihr Vater schickte sie mit 11 Jahren für ein Jahr an das American College for Girls, wo sie Englisch lernte und sich zum Entsetzen der Familie in die Bibel einarbeitete. Danach bekam sie Privatunterricht bei einer englischen Hauslehrerin und mehreren bedeutenden türkischen Gelehrten, u. a. dem Philosophen Rıza Tevfik Bölükbaşı. 1899 ging sie erneut auf das American College for Girls und war die einzige türkische Schülerin in der Klasse. Ab 1900 bekam sie nebenher Unterricht bei dem bekannten türkischen Mathematiker Salih Zeki. Sie schloss ihr Studium 1901 ab und heiratete im selben Jahr Salih Zeki. Aus dieser Ehe gingen ihre zwei Söhne hervor. In den Jahren 1901 bis 1908 setzte sie sich intensiv mit den Schriften William Shakespeares, Émile Zolas und osmanischer Chronisten auseinander. Gleichzeitig begann sie als eine der ersten türkischen Frauen eine berufliche Karriere; sie wurde Lehrerin. Zunächst war sie in der Lehrerausbildung tätig. Während der Revolution von 1908 redete sie als eine der ersten türkischen Muslimas auf öffentlichen Kundgebungen, damals eine Provokation für konservative Muslime.

### Nach der Konstitutionellen Revolution
Nach der Konstitutionellen Revolution 1908 wurde sie „über Nacht“ zur Schriftstellerin, die sofortige Bildungs- und Sozialreformen anmahnte. Ihre Artikel erschienen in der Ṭanın / طانين, dem Medium der İttihat ve Terakki. Nach der erfolglosen Gegenrevolution 1909 (Vorfall vom 31. März) verließ sie aus Angst um ihr Leben die Hauptstadt, ging erst nach Ägypten, dann nach Großbritannien. In ihren Memoiren schildert sie, dass sie ihr Besuch des britischen Parlaments und auch die Rede des irischen Nationalisten John Dillon sehr beeindruckt hat und Dillons Rede einer der emotionalen Momente war, der sie von der politischen Ideologie des Nationalismus überzeugte.
Im Oktober 1909 kehrte sie in die Türkei zurück und schrieb ihre erste Novelle Seviyye ṭālib / سوييه طالب. In der Novelle beschrieb sie aus ihrer Sicht die Konstitutionelle Revolution, die Modernisierung der Frauen und die Gegenrevolution von 1909. Sie wurde Mitarbeiterin des Lehrerinnen-Ausbildungscollege und reformierte zusammen mit Nakiye Hanım dessen Ausbildungsplan und Verwaltung.
1910 ließ Halide Edib Hanım sich von Salih Zeki scheiden. Sie verließ sofort die Wohnung, nachdem er ihr mitteilte, eine zweite Frau geheiratet zu haben. Bald darauf war sie fasziniert von einer neuen Bewegung im Osmanischen Reich, dem Türkismus (Türkçülük / تركچلك), und schrieb ihre bedeutende Novelle Yeñi Tūrān / يكى توران. Ab 1911 war sie im nationalistischen Verein Türk Ocağı aktiv, wo sie mit zahlreichen Protagonisten der Konstitutionellen Revolution, u. a. dem Schriftsteller und Soziologen Ziya Gökalp, zusammenarbeitete. Der Roman wurde von Ernst Jäckh unter dem Titel „Das Neue Turan – ein türkisches Frauenschicksal“ in der „Deutschen Orientbücherei“ 1916 veröffentlicht. Halide Edib war in den Jahren vor dem Ersten Weltkrieg der Prototyp der emanzipierten „neuen türkischen Frau“. Schrader bezeichnete sie in der SPD-Theoriezeitschrift Die Neue Zeit als „die bewährte Führerin der türkischen Frauenwelt“.
Ab 1913 wurde Halide Edib Generalinspektorin für die Schulen der Evkaf (fromme Stiftungen). Dadurch hatte sie die Gelegenheit, die umliegenden, armen Bezirke von Istanbul und ihre Menschen kennenzulernen. In ihren späteren Novellen und Romanen verwertete sie ihre Eindrücke. In der Folge beteiligte sie sich zusammen mit Nakiye Hanım an den Aktivitäten des Frauenclubs (Teʿālī-yi Nisvān Cemʿiyyeti / تعالي نسوان جمعيتى) zur Sozialen Fürsorge und Krankenpflege.

### Erster Weltkrieg
Halide Edib kritisierte die türkischen Machthaber, mit denen sie privaten Umgang pflegte, offen für die „Deportation“ der Armenier, wie sie den Völkermord nannte. Im Rahmen der Massaker und Deportationen wurden auf staatlichem Befehl laut privaten Aufzeichnungen von Talat Pascha mehr als 12.000 armenische Kinder und Waisen entweder in muslimischen Familien oder in Waisenhäusern zwangstürkisiert. Halide Edib lehnte Zwangsislamisierung und -türkisierung armenischer Kinder ab, ließ sich aber trotz der Bedenken überreden, die Leitung eines Waisenhauses im heute libanesischen Ayntura zu übernehmen. Sie machte im Herbst 1916 im Auftrag von Cemal Pascha, dem Heerführer in Syrien, Besichtigungsrundgänge durch alle wichtigen Bildungsinstitute im syrischen Teil des Osmanischen Reichs. Sie kehrte nach Istanbul zurück und übergab ihre Inspektionsberichte. Danach kehrte sie nach Syrien zurück, verwaltete Schulen und reformierte das große Waisenhaus in Ayntura. Sie leitete das Haus von Sommer 1916 bis 1917. Dabei ging es ihr nach eigener Aussage darum, das Leid der Kinder zu lindern, das sie in Briefen eindringlich beschrieb. In dem Waisenhaus wurden ca. 1.000 armenische und auch einige kurdische Kinder zwangstürkisiert.

### Rolle im Befreiungskrieg

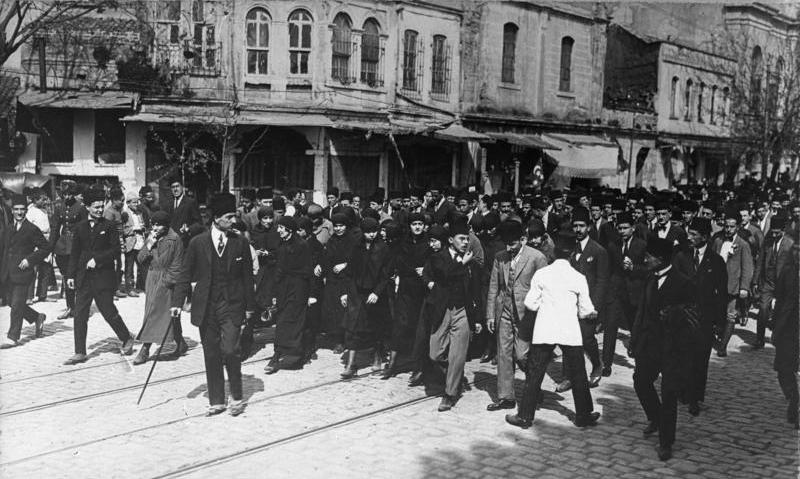
Die Galionsfigur des Feminismus in der Türkei Halide Edib Adıvar (2vR) setzte sich mit dem beginnenden Türkischen Befreiungskrieg vor allem durch Publikationen und Öffentliche Reden für die Beendigung der Besatzung ein.
Originalbeschreibung: „Türkische Frauen bei einer Demonstration, aber nicht für Frauenrecht, sondern für die Unabhängigkeit und Freiheit ihres Vaterlandes. Aufnahme von einer politischen Demonstration des Jahres 1922, die sich gegen die Besatzungsmacht (Engländer und Franzosen) richtet. Die Frauen tragen das russische Kopftuch.“ Istanbul 1922 (heute Bundesarchiv Koblenz)

Am 23. April 1917 heiratete Halide Edib Adnan Adıvar, einen Wissenschaftler und führendes Mitglied der İttihat ve Terakki. Nach Beendigung ihrer Bildungstätigkeit kehrte sie im März 1918 nach Istanbul zurück. Im Herbst 1918 endete der Erste Weltkrieg für die Türkei mit dem Waffenstillstand von Mudros. Führende Mitglieder der İttihat ve Terakki, die den Krieg für das Land verloren hatte, flohen ins Ausland, um sich den Unionistenprozessen und den gegen sie verhängten Todesurteilen für ihre Verantwortung am Völkermord an den Armeniern zu entziehen. Das Parlament wurde aufgelöst, italienische Truppen belagerten Antalya, griechische Truppen besetzten am 15. Mai 1919 Izmir, womit der Griechisch-Türkische Krieg begann. Widerstands- und Guerillakriege begannen in Anatolien. Halide Edib hielt bei der großen Demonstration am 23. Mai 1919 gegen die Belagerung Anatoliens im Sultanahmetviertel in Istanbul eine bewegende Rede. An der Stelle erinnert heute eine Büste an sie.
In der folgenden Woche deportierten die Briten 55 Intellektuelle nach Malta. Mustafa Kemal Pascha hatte mittlerweile die Führung der Widerstandsbewegung in Anatolien übernommen. Zu diesem Zeitpunkt wurde in der Türkei auch die Meinung vertreten, ein bewaffneter Widerstandskampf sei unnötig, die Siegermächte würden die Türkei möglicherweise nicht aufteilen wollen. Halide Edib vertrat diese Ansicht und unterstützte als Lösungsvorschlag ein US-Mandat über die Türkei. Ihren Lösungsvorschlag präsentierte sie Mustafa Kemal Pascha in einem Brief vom 10. August 1919. Auf Halide Edibs Empfehlung entsandte Charles R. Crane amerikanische Repräsentanten zum Kongress von Sivas (September 1919), um zu berichten, wie Mustafa Kemal Pascha zu einem US-Mandat steht. Der Kongress von Sivas diskutierte diese Frage, wies das Mandat am Ende der Diskussionen aber definitiv ab. Im Winter 1919/1920 war Halide Edib sowohl mit den Nationalisten in Ankara und ihren Unterstützern in Istanbul als auch mit britischen und amerikanischen Funktionären in Kontakt und führte mehrere Gespräche mit beiden Seiten. Ihre Bemühungen beendete sie, als die Briten am 16. März 1920 Istanbul belagerten, das Parlament überfielen und mehrere Festnahmen und Deportationen nach Malta durchführten. Am 18. März 1920 vertagte das kürzlich gewählte Parlament, das das Misak-ı Millî (den Nationalpakt) der Nationalbewegung angenommen hatte, seine Sitzungen.
Halide Edib verließ die Hauptstadt mit ihrem Ehemann, um ihrer eigenen sicheren Festnahme seitens der Briten und der Deportation nach Malta zu entgehen. Sie verbargen sich erst in einem Derwischkloster in Üsküdar und gingen dann nach Ankara, um sich der Armee General Kemal Paschas anzuschließen. Die Organisation Karakol organisierte die Fluchtrouten von Istanbul nach Ankara. Die Fluchtrouten wurden Menzil Hattı / Kommunikationslinien genannt und wurden geleitet von Major Yenibahçeli Şükrü. Anhand Halide Edibs Werk namens Ordeal liegt eine genaue Beschreibung einer der Fluchtrouten vor. In ihrem Fall führte die Route über das obengenannte Derwischkloster in Üsküdar. Nach zehn Tagen erreichten sie mit Geyve Terrain, das den Nationalkräften unterstand. Am 1. April 1920 kamen sie und ihr Ehemann in Ankara an. Halide Edib begann, im Hauptquartier zu arbeiten. Sie verfolgte die ausländische Presse, übersetzte englische und französische Nachrichten und schrieb für die Ḥākimiyyet-i Milliye / حاكميت مليه, das Organ der Nationalbewegung. Halide Edib gehörte bald zu den wichtigsten Führungspersonen der Nationalbewegung in Ankara. Die oppositionelle Sultansregierung in Istanbul verurteilte sieben führende Figuren der Nationalbewegung, darunter Mustafa Kemal und Halide Edib, am 11. Mai 1920 zum Tod.
Nach dem ersten militärischen Sieg der Truppen der Ankara-Regierung über griechische Truppen (Erste İnönü-Schlacht) am 10. Januar 1921 war Halide Edib mit der Mobilisierung der Frauen in Ankara und mit der Reorganisation des Roten Halbmonds beschäftigt. Vor dem nächsten griechischen Angriff im Juli 1921 ging Halide Edib nach Eskişehir, wo sie bis zum Fall der Stadt als Krankenschwester beim Roten Halbmond tätig war.
Halide Edib arbeitete an der Westfront unter İsmet Pascha, dem späteren İsmet İnönü. Bei der Schlacht am Sakarya (August – September 1921) war sie im Hauptquartier tätig, wo sie zum Korporal (Onbaşı / اونباشی) ernannt wurde. Der Name Halide Onbaşı wurde zum Symbol für alle Frauen, die am Befreiungskrieg beteiligt waren. Im Dezember 1921 ging sie zum neuen Hauptquartier nach Akşehir und arbeitete mit der Armee an der Vorbereitung der großen Gegenoffensive. Bei der entscheidenden Schlacht von Dumlupınar (August 1922) kämpfte Halide Edib an der Front. Die griechische Armee zog sich nach der Niederlage am 30. August zurück, verbrannte während des Rückzugs Städte und richtete Massaker an der Zivilbevölkerung an. Halide Edib, nun ein Sergeant Major, führte nachfolgend mit einer Gruppe von Journalisten eine Untersuchung der von griechischen Truppen angerichteten Schäden von Izmir bis Bursa durch und schrieb den Bericht dazu. Der Waffenstillstand von Mudanya (11. Oktober 1922) besiegelte den Triumph der Nationalbewegung, das osmanische Sultanat wurde von der Ankara-Regierung, der Großen Nationalversammlung, abgeschafft. Halide Edib kehrte im November 1922 mit ihrem Mann, der nun zum Repräsentanten des neuen Ankaraner Außenministeriums ernannt worden war, nach Istanbul zurück.

### Freiwilliges Exil in Europa
Im Oktober 1923 rief die Große Nationalversammlung der Türkei die Republik als zukünftige Staatsform aus. Mustafa Kemal Pascha, der spätere Mustafa Kemal Atatürk, wurde Staatspräsident, İsmet Pascha wurde erster Ministerpräsident.
Staatspräsident Mustafa Kemal erwies sich schon bald als Führer, der zu keinerlei Kompromissen mit den Konservativen und Liberalen bereit war. Das führte dazu, dass zwischen ihm und den meisten seiner ehemals nahen Verbündeten eine Kluft entstand. Die Oppositionellen, darunter Halide Edib und ihr Ehemann Dr. Adnan, gründeten zusammen mit anderen im November 1924 die erste Oppositionspartei der Republik namens Terakkiperver Cumhuriyet Fırkası (ترقی پرور جمهوريت فرقه سی / ‚Progressive Republikanische Partei‘). Der im Osten mehrheitlich von Kurden geführte Scheich-Said-Aufstand im Jahr 1925, der sich vor allem gegen die Abschaffung des Kalifats durch Mustafa Kemal richtete, wurde gewaltsam unterdrückt, wonach auch die Progressive Republikanische Partei im Juni 1925 verboten wurde. Halide Edib und Adnan Bey verließen die Türkei noch vor dem Versuch des Attentats auf Mustafa Kemal durch ehemalige İttihat ve Terakki-Mitglieder am 15. Juni 1926. In der Folge wurden alle führenden Mitglieder der ehemaligen Progressiven Republikanischen Partei der Komplizenschaft beschuldigt und verhaftet. Halide Edibs Ehemann Adnan Bey wurde in Abwesenheit verurteilt.
1924–1928 lebte Halide Edib in Großbritannien. Hier schrieb sie ihr Erinnerungswerk Memoirs of Halidé Edib. Außerdem schrieb sie weitere Novellen, die in türkischen Tageszeitungen als Serie veröffentlicht wurden. 1929–1939 lebte sie mit einigen Unterbrechungen in Paris, wo ihr Mann Adnan Bey als Türkisch-Dozent an der École des Langues Orientales Vivantes arbeitete. 1929 befand sie sich in den USA, wo sie Vorlesungen an verschiedenen amerikanischen Universitäten hielt. Im akademischen Jahr 1931/1932 war Halide Edib Gastprofessorin an der Columbia University. Auf persönliche Einladung von Mahatma Gandhi ging sie 1935 nach Indien und lehrte an der Universität Jamia Millia Islamia in Delhi die politische und kulturelle Geschichte der Türkei und ihre aktuellen Probleme. Im Anschluss ging sie auf eine Vortragsreise durch die wichtigsten Universitäten Indiens.
Im Anschluss schrieb sie in Paris ihre berühmte Novelle The Clown and his daughter, die sie später unter dem Namen Sinekli Bakkal ins Türkische übersetzte. Im August 1935 betrat Halide Edib – die nun den Nachnamen Adıvar trug – erstmals wieder die Türkei – sie hielt sich kurz in Istanbul auf. Sie kehrte erst im März 1939 endgültig in die Türkei zurück. Das war vier Monate nach Atatürks Tod, dessen Einstellungen sie nach wie vor unversöhnlich gegenüberstand.

### Späte Jahre
In der Türkei wurde das Ehepaar von der CHP als Veteranen der Revolutionen von 1908 und 1923 hoch dekoriert. Adnan Adıvar war in den Exiljahren rehabilitiert worden. Halide Edib Adıvar wurde im Dezember 1939 Professorin für Englische Literatur und Vorsitzende der neu gegründeten Englisch-Fakultät an der Universität Istanbul. In den nächsten zehn Jahren erarbeitete sie mit jungen Forschern neue Übersetzungen von Shakespeare. Bei den türkischen Wahlen im Mai 1950 zog sie als unabhängige Kandidatin für Izmir ins Parlament ein. Im Januar 1954 zog sie sich von der Politik zurück. Ihr Mann verstarb 1955. Halide Edib Adıvar starb am 9. Januar 1964 im Alter von 80 Jahren in ihrer Wohnung in Beyazıt/Istanbul.

## Werke
Deutsche Übersetzungen
- Das Neue Turan. Ein türkisches Frauenschicksal. (türk. Yeni Turan.) Deutsch 1916. Übers. Friedrich Schrader
- Das Flammenhemd. Übers. Heinrich Donn, 1924, 5. Aufl. Interterritorialer Verlag Renaissance, Wien 1925[17]
- Die Tochter des Schattenspielers. Manesse Verlag, 2008 (Bibliothek der Weltliteratur), Übers. (aus der engl. Erstfass.) Renate Orth-Guttmann, ISBN 978-3-7175-2164-8[18]
- Mein Weg durch das Feuer: Erinnerungen. Unionsverlag, Zürich 2010. Übers. aus dem Türkischen und Englischen: Ute Birgi-Knellesen

Erstfassung in Englisch
- Memoirs of Halidé Edib. 1926 Einsicht. Deutsch s. o. 2010
- The Turkish Ordeal.1928
- Turkey Faces West. 1930
- Conflict of East and West in Turkey. 1935
- The Clown and his Daughter. 1935, Übers. ins Türkische durch die Autorin: Sinekli Bakkal. 1936, häufige Neuaufl.[19]
- Inside India. 1937

Türkische Erstfassung
Romane
- Heyulâ (1909).
- Raik’in Annesi (1909).
- Seviye Talip (1910).
- Handan (1912).
- Son Eseri (1913)
- Yeni Turan (1913)
- Mevut Hükümler (1918).
- Ateşten Gömlek (1922). Englisch The Shirt of Flame. 1924, Übers. durch die Autorin. Deutsche Fass. s. o.
- Çıkan Kuri (1922).
- Kalp Ağrısı (1924).
- Vurun Kahpeye (1926).
- Zeyno'nun Oğlu (1928).
- Sinekli Bakkal (1936).
- Yolpalas Cinayeti (1937).
- Tatarcık (1938).
- Sonsuz Panayır (1946).
- Döner Ayna (1954).
- Akile Hanım Sokağı (1958).
- Kerim Usta’nın Oğlu (1958).
- Sevda Sokağı Komedyası (1959).
- Çaresaz (1961).
- Hayat Parçaları (1963).

Kurzgeschichten
- Harap Mabetler (1911)
- Dağa Çıkan Kurt (1922)
- İzmir’den Bursa’ya (1963)
- Kubbede Kalan Hoş Seda (1974)

Theaterstücke
- Kenan Çobanları (1916)
- Maske ve Ruh (1945)